# ريتشاردوستيزيا
الريتشاردوستيزيا (Richardoestesia) هو جنس متوسط الحجم (حوالي 100 كجم (220 رطل)) من ديناصورات الثيروپودات عاش خلال العصر الطباشيري في ما هي الآن أمريكا الشمالية. يشمل نوعان حاليًا هما (R. gilmorei ) و(R. isosceles).

## وصلات خارجية
- The "Ricardoestesia typo" is described
- First message of a passionate Ricardoestesia versus Richardoestesia debate نسخة محفوظة 6 أغسطس 2020 على موقع واي باك مشين.